# توماس بي. مكابي
توماس بي. مكابي (بالإنجليزية: Thomas B. McCabe)‏ هو شخصية أعمال أمريكي، ولد في 11 يوليو 1893 في واليفيل في الولايات المتحدة، وتوفي في 27 مايو 1982 في سوارثمور في الولايات المتحدة.